# Namborn
Namborn è un comune tedesco di 6 928 abitanti, situato nel land della Saarland.